# Lúčky (okres Ružomberok)
Lúčky (Hongaars: Lucski) is een Slowaakse gemeente in de regio Žilina, en maakt deel uit van het district Ružomberok.
Lúčky telt 1.772 inwoners.